# Todd Strasser
 (janvier 2013).
Si vous disposez d'ouvrages ou d'articles de référence ou si vous connaissez des sites web de qualité traitant du thème abordé ici, merci de compléter l'article en donnant les références utiles à sa vérifiabilité et en les liant à la section « Notes et références ».
Œuvres principales
- La Vague', Fallout, Price of Duty, Give A Boy A Gun

Todd Strasser, né le 5 mai 1950 à New York, est un journaliste et écrivain  américain ayant publié de nombreux romans, certains sous les pseudonymes Morton Rhue et T. S. Rue.

## Biographie
Todd Strasser est né le 5 mai 1950 à New York et a grandi à Long Island. Il a étudié la littérature et l'écriture créative à NYU (universite de New York) et au Beloit College, puis a travaillé comme journaliste pour le journal Middletown Times Herald-Record et comme rédacteur pour Compton Advertising à New York, qu'au New York Times. Il y publie des articles et des nouvelles.
Il écrit aussi de nombreux romans primés, pour jeunes adultes et adolescents. Il écrit sur le nazisme, le harcèlement scolaire, les sans-abris, l'usage des armes à feu à l'école, le racisme et la sexualité. En plus de son travail d'écriture, Strasser est également engagé dans la promotion de l'alphabétisation et de l'éducation. Il a travaillé comme enseignant et a créé un programme d'écriture pour les jeunes détenus.
Son premier roman était Angel Dust Blues (1978)publié à 16 ans. En Allemagne, sous le pseudonyme de Morton Rhue, il est l'auteur à succès de romans tels que Die Welle, Dschihad Online, Ich knall euch ab !, Boot Camp,No Place, No home, Ghetto Kidz, Asphalt Tribe. , et un certain nombre d'autres titres. En 2008, The Wave, (la version cinématographique de Die Welle) avec Jürgen Vogel, a fait ses débuts au Sundance Film Festival et est devenu un succès au box-office dans de nombreux pays européens. En novembre 2019, Netflix a lancé une série mondiale, We Are The Wave, inspirée du roman de Strasser.
De plus il est l'auteur du roman The Accident, repris en film sous le nom Over the Limit. Le roman Workin' For Peanuts a été adapté à la télévision sous le même titre. Il a aussi écrit des séries pour jeunes adultes. Son œuvre la plus connue, La Vague, possède son adaptation au cinéma et en manuel d'histoire en Allemagne. La Vague a pour moralité que la dictature est encore possible aujourd'hui et qu'il faut faire attention aux tentatives d'embrigadement, sur les adolescents principalement.
Les romans les plus récents de Strasser sont Price of Duty (En Allemagne, American Hero) et Summer of '69. Price of Duty montre comment l'armée utilise les promesses d'héroïsme, de travail d'équipe et d'enthousiasme pour inciter les jeunes à s'enrôler malgré les risques de vie ou de mort. Le livre a reçu des critiques uniformément exceptionnelles et a été nommé livre Amazon pour jeunes adultes du mois de juillet 2018, ainsi que meilleur livre pour adolescents de la bibliothèque publique de New York en 2018.
Été 69 est le roman/mémoire autobiographique de Strasser sur sa vie pendant l'été de Woodstock, la guerre du Vietnam et le premier homme à mettre le pied sur la Lune. Il a été écrit pour les adultes et les adolescents et explore la culture, la consommation de drogues, les mœurs sexuelles et la musique des années 1960, ainsi que ses propres problèmes avec la conscription militaire et la rupture avec sa famille causée par une tragédie presque oubliée de nombreuses années auparavant. Dans une critique pour Booklist, Ilene Cooper a écrit : « La drogue, le sexe et le rock'n'roll, ces caractéristiques de l'été 1969, sont tous là, mais il y a bien plus encore... L'histoire capture l'ambiance et l'esprit de l'époque. …La meilleure partie transcende les époques : l'introspection de Lucas alors qu'il contemple sa place dans le monde. »
Marié depuis 1981 à Pamela Order, ils ont eu deux enfants, un passionné de tennis et l'autre est surfeur.

## Thèmes
Todd Strasser écrit souvent sur des thèmes d'actualité tels que la guerre nucléaire, le nazisme, le harcèlement scolaire, les sans-abri et les fusillades dans les écoles. Son roman The Wave, écrit sous le pseudonyme de Morton Rhue, est l'adaptation en roman du téléplay de Johnny Dawkins pour le téléfilm The Wave diffusé en 1981. Le roman et le téléfilm sont des récits fictionnalisés de l'expérience d'enseignement Third Wave menée par Ron Jones dans une classe d'histoire du lycée Cubberley à Palo Alto, en Californie. Le roman a été traduit en plus d'une douzaine de langues et est lu dans de nombreuses écoles à travers le monde.
Son roman de 2014, Fallout, mêle mémoire et fiction spéculative, explorant une guerre nucléaire qui aurait pu résulter de la crise des missiles de Cuba en 1962. Une critique du New York Times l’a qualifié de "palpitant, angoissant… un divertissement superbe… Il vibre d'une atmosphère finement travaillée et d’un suspense captivant."
Les œuvres de Strasser ont parfois suscité la controverse. Récemment, son roman American Terrorist a été retiré de la publication aux États-Unis après un tollé provoqué par une brève description du livre qui est apparue sur Goodreads. Ce roman a été publié en Allemagne sous le titre Dschihad Online et en France sous le titre Djihad Online.
Strasser est l'auteur de la trilogie Time Zone High, ainsi que des romans How I Changed My Life, How I Created My Perfect Prom Date, et How I Spent My Last Night on Earth. How I Created My Perfect Prom Date a été adapté en film, intitulé Drive Me Crazy, avec Adrian Grenier et Melissa Joan Hart.
Parmi ses autres romans pour jeunes adultes, on trouve The Accident, qui a été adapté en téléfilm sous le titre Over the Limit, ainsi que Angel Dust Blues, Friends Till the End, et A Very Touchy Subject. Ce dernier a également été adapté en téléfilm, intitulé Can a Guy Say No? Un autre de ses romans, Workin' For Peanuts, a aussi été adapté en téléfilm du même nom.
Sa trilogie de thrillers mystérieux pour jeunes adultes plus âgés comprend Wish You Were Dead, Blood on My Hands, et Kill You Last.
Strasser a également écrit plusieurs séries pour jeunes adultes, dont Impact Zone (sur le surf), Drift X (sur les compétitions de drift car) et Here Comes Heavenly (sur une nounou punk aux pouvoirs magiques).
Ses livres pour pré-adolescents incluent CON-fidence, The Diving Bell, et Abe Lincoln for Class President. Ses séries pour ce public incluent la collection de 17 livres Help! I'm Trapped..., ainsi que les séries Don't Get Caught, Against the Odds et Camp Run-A-Muck. Il a aussi écrit les titres Is That a Dead Dog in Your Locker?, Is That a Sick Cat in Your Backpack?, Is That a Glow-In-The-Dark Bunny in Your Pillow Case?, Is That an Angry Penguin in Your Gym Bag? et Is That an Unlucky Leprechaun In Your Lunch?
Sa série Kids' Books d'E-books inclut The Kids' Book of Gross Facts and Feats (en deux volumes), The Kids' Book of Weird Science, The Kids' Book of Stupendously Stupid Stunts, The Kids' Book of Really Dumb American Criminals, The Kids' Book of Amazing Sports Facts and Feats, The Kids' Book of Funny Animal Jokes, et d'autres.
Strasser a également publié des articles et des nouvelles dans des revues prestigieuses telles que The New Yorker, Esquire, et The New York Times.

## Œuvre
Todd Strasser a écrit un total de 144 récits, dont 27 romans
- Super Mario Brothers. Phoenix, AZ: Blue Cloud Books 1993.  (ISBN 1-562-82471-6)
- La Vague (The Wave). New York: Dell, 1981; Laurel Leaf/Dell, 1985; Puffin Books 1988,  (ISBN 0-14-037188-5). Mise en roman du show de télévision de 1981 de AB, The Wave.
- Young Adult Books: Stalking the Teen, Horn Book Magazine, vol. 62, no. 2 (1986, Mar.-Apr.), pp. 236–239.
- The Accident, New York: Delacorte, 1988. Adapté à la télévision dans ABC Afterschool Special Over the Limit (1990).
- How I Created my Perfect Prom Date, New York: Simon and Schuster, 1996. Initialement publié sous le titre Girl Gives Birth to Own Prom Date (1996) et adapté plus tard au cinéma sous le titre Drive Me Crazy (1999).
- Give a Boy a Gun, New York: Simon and Schuster, 2000; Simon Pulse 2002,  (ISBN 0-689-84893-5)
- Thief of Dreams, Putnam Juvenile 2003,  (ISBN 0-399-23135-8)
- Can't Get There from Here, Simon & Schuster Children's Publishing, 2004,  (ISBN 0-689-84169-8)
- Slide or Die, Simon Pulse  2006,  (ISBN 1-4169-0581-2) Drift X Series
- Battle Drift
- Sidewayz Glory
- Wish You Were Dead
- Mob Princess:1 For Money and Love
- Mob Princess:2 Secrets, Lies, and Stolen kisses
- Mob Princess:3 Count Your Blessings
- Is That a Dead Dog in Your Locker
- Night Time
- Le Bon Fils (The Good Son), 1994 (sortie en France), Pocket. Adapté au cinéma par Joseph Ruben (Le Bon Fils, 1993).
- La vague (The wave), 1981 (sortie au U.S.A), Pocket. Inspiré d'une expérience psychologie pratique Lycée Ellwood.P Cubberley (Palo Alto) réalisée par Ron Jones, professeur d'histoire.